# لوك بروكس
لوك بروكس (بالإنجليزية: Luke Brooks)‏ هو جندي أمريكي، ولد في 1781 في كونكورد في الولايات المتحدة، وتوفي في 1817.